# Río Velíkaya
El río Velíkaya (en ruso: река Великая) se encuentra en la zona oeste de Rusia en el óblast de Pskov. Posee sus nacientes en las tierras altas en el sur del óblast de Pskov, fluye en dirección norte atravesando las ciudades de Opochka (13.964 hab.), Ostrov (25.078 hab.) y Pskov (202.780 hab.), desembocando en el lago Peipus (3555 km²), que desagua a través del río Narva en el mar Báltico.
Es uno de los principales afluentes del lago Peipus y pertenece a la cuenca del río Narva. Tiene 430 kilómetros de largo, y el área de su cuenca 25.200 kilómetros cuadrados. Los principales afluentes del Velikaya son el río Alolya (derecha), el río Issa (izquierda), el río Sorot (derecha), el río Sinyaya (izquierda), el río Utroya (izquierda), el río Kukhva (izquierda), el río Cheryokha (derecha) y el río Pskova (derecha).
El nacimiento del Velikaya está situado en las colinas de Bezhanitsy, en el noroeste del distrito de Novosokolnichesky. El río fluye hacia el sur a través de un sistema de lagos hasta el lago Veryato, donde gira hacia el oeste. Recibe al Alolya por la derecha y gradualmente gira hacia el norte, pasando por la ciudad de Opochka. Al noroeste del asentamiento de tipo urbano de Pushkinskiye Gory gira al oeste, recibe al Sinyaya por la izquierda y gira al norte. En la ciudad de Pskov el Velikaya recibe al  Pskova por la derecha y gira al noroeste, formando un delta fluvial al entrar en el lago Peipus.
La cuenca de drenaje del Velikaya comprende vastas zonas en el oeste y sudoeste del óblast de Pskov, así como en el este de Letonia y en el norte de la provincia de Vítebsk de Bielorrusia.
El río tiene una importancia histórica significativa. Pskov fue fundada en 903, y el Velikaya le proporcionó acceso al mar, a través del lago Peipus y el río Narva.
El Velikaya es navegable en su curso inferior (34 kilómetros).

## Afluentes
Sus principales afluentes son:
- río Issa (margen izquierda);
- río Sorot (margen derecha), con 80 km y una cuenca de 3.910  km²;
- río Siniaïa (margen izquierda), proveniente de Bielorrusia y de Letonia (en letón: Zilupe);
- río Pskova (margen derecha).

## Notas

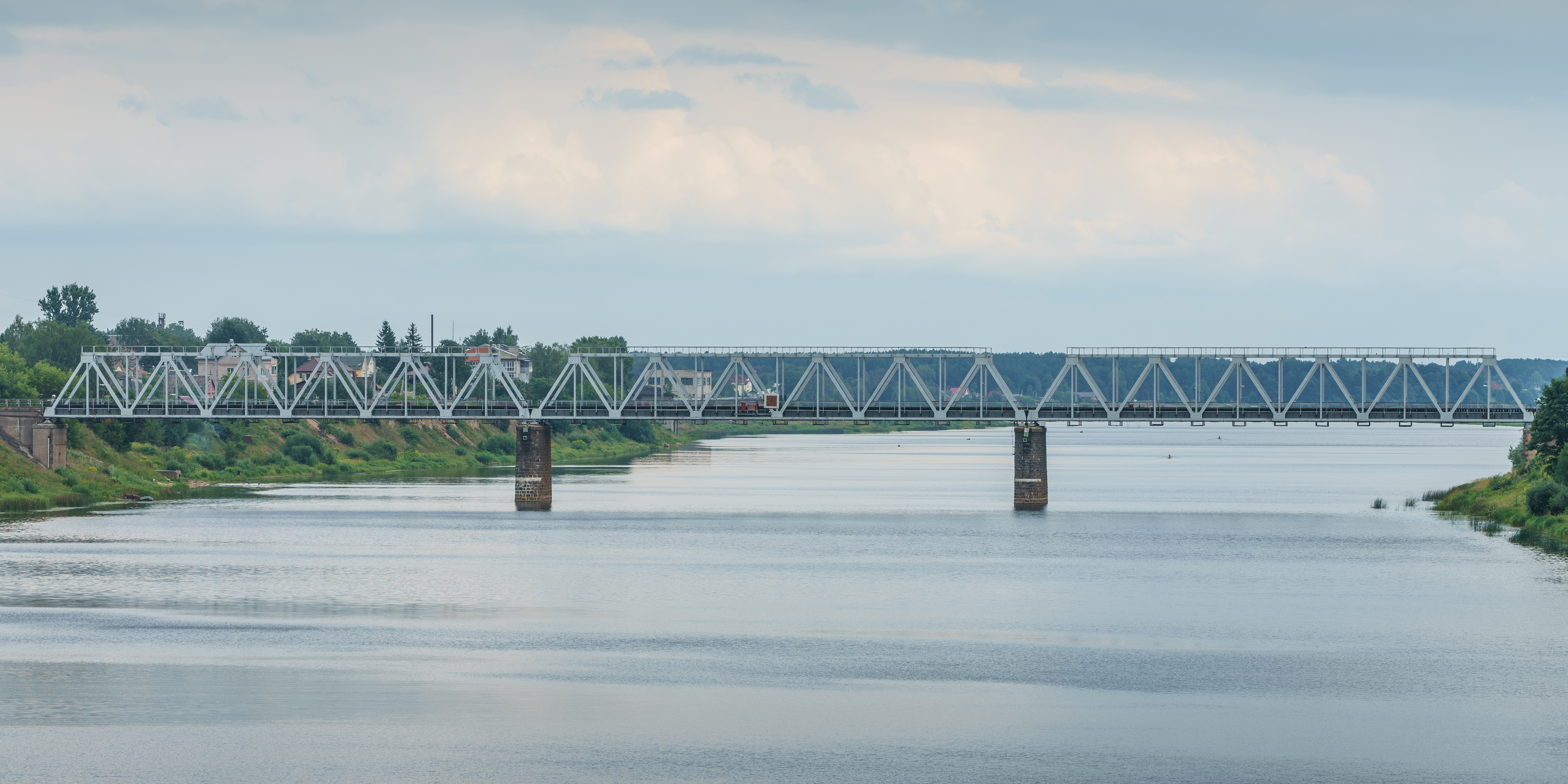
Vista del río Velíkaya en la ciudad de Pskov.